# Santander de Quilichao
Santander de Quilichao é um município da Colômbia, localizado no departamento de Cauca.